# Waalse Pijl 2016
De 80e editie van de wielerwedstrijd Waalse Pijl werd gehouden op 20 april 2016. De wedstrijd maakt deel uit van de UCI World Tour. Titelverdediger is Alejandro Valverde, die dit jaar opnieuw won, het was voor het derde jaar op rij. Ook is hij nu alleen recordhouder qua overwinningen, dat zijn er 4.

## Deelnemende ploegen
| 18 UCI World Tour-ploegen | 18 UCI World Tour-ploegen | 18 UCI World Tour-ploegen | 7 wildcards                  |
| ------------------------- | ------------------------- | ------------------------- | ---------------------------- |
| AG2R La Mondiale          | FDJ                       | LottoNL-Jumbo             | Cofidis                      |
| Astana                    | Giant-Alpecin             | Movistar                  | Delko Marseille Provence KTM |
| BMC Racing Team           | IAM Cycling               | Orica-BikeExchange        | Fortuneo-Vital Concept       |
| Cannondale                | Katjoesja                 | Team Sky                  | Roompot-Oranje Peloton       |
| Dimension Data            | Lampre-Merida             | Tinkoff                   | Stölting Service Group       |
| Etixx-Quick Step          | Lotto Soudal              | Trek-Segafredo            | Topsport Vlaanderen-Baloise  |
|                           |                           |                           | Wanty-Groupe Gobert          |
|                           |                           |                           |                              |

## Rituitslag
| Rituitslag |                     |                             |          |
| Plaats     | Naam                | Ploeg                       | Tijd     |
| Winnaar    | Alejandro Valverde  | Movistar Team               | 4h43'57" |
| 2          | Julian Alaphilippe  | Etixx-Quick Step            | z.t.     |
| 3          | Daniel Martin       | Etixx-Quick Step            | z.t.     |
| 4          | Wout Poels          | Team Sky                    | + 4"     |
| 5          | Enrico Gasparotto   | Wanty-Groupe Gobert         | + 5"     |
| 6          | Samuel Sánchez      | BMC Racing Team             | z.t.     |
| 7          | Michael Albasini    | Orica GreenEDGE             | z.t.     |
| 8          | Diego Ulissi        | Lampre-Merida               | z.t.     |
| 9          | Warren Barguil      | Team Giant-Alpecin          | z.t.     |
| 10         | Rui Costa           | Lampre-Merida               | z.t.     |
| 11         | Roman Kreuziger     | Tinkoff                     | z.t.     |
| 12         | Michael Woods       | Cannondale Pro Cycling Team | z.t.     |
| 13         | Wilco Kelderman     | Team LottoNL-Jumbo          | z.t.     |
| 14         | Julien Simon        | Cofidis                     | + 12"    |
| 15         | Robert Gesink       | Team LottoNL-Jumbo          | + 14"    |
| 16         | Arnold Jeannesson   | Cofidis                     | z.t.     |
| 17         | Rudy Molard         | Cofidis                     | z.t.     |
| 18         | Jelle Vanendert     | Lotto Soudal                | + 17"    |
| 19         | Pierre-Roger Latour | AG2R La Mondiale            | z.t.     |
| 20         | Diego Rosa          | Astana Pro Team             | z.t.     |

## Vrouwen

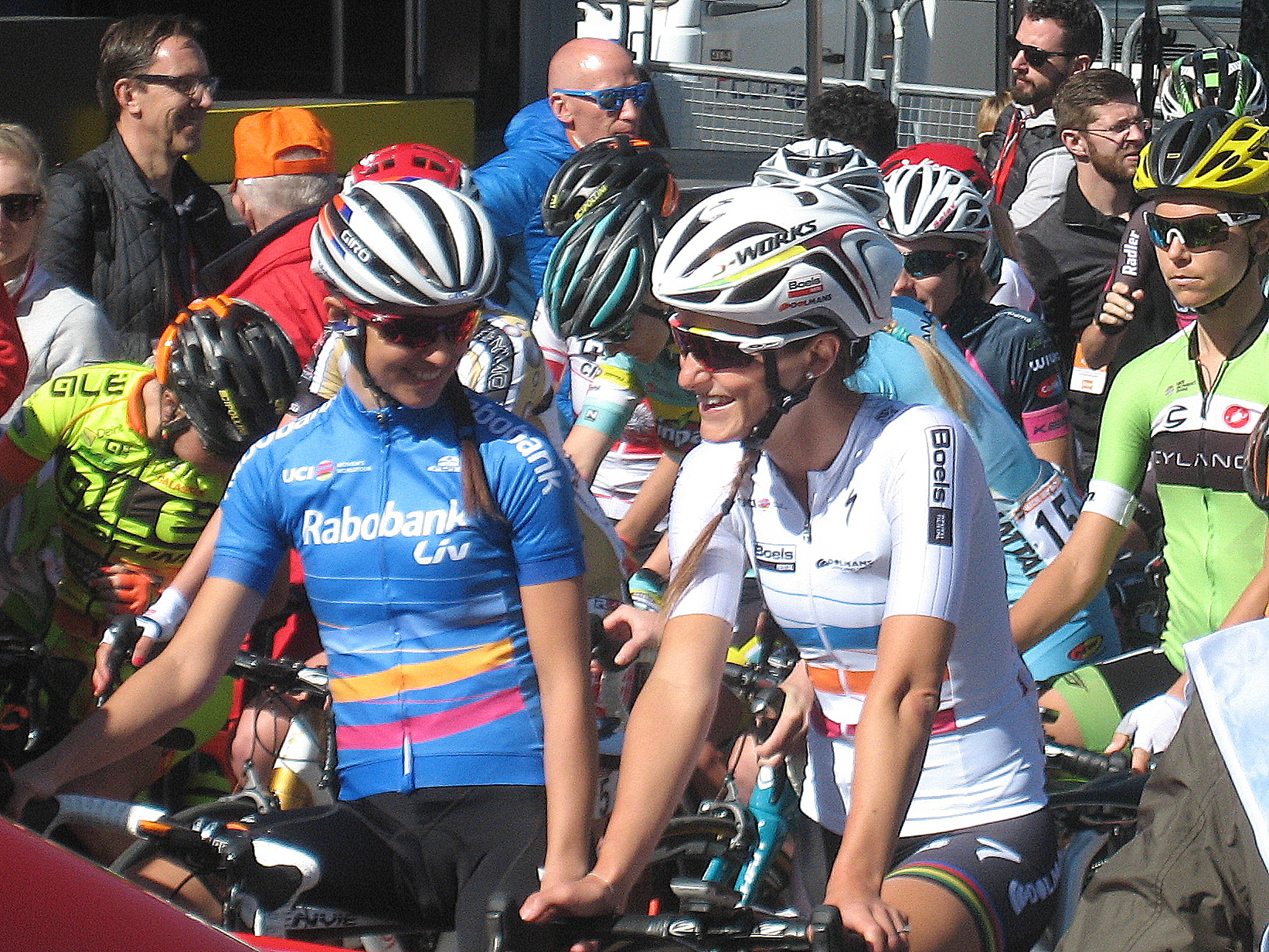
World Tour-leidsters bij de jongeren en de elite, Katarzyna Niewiadoma en Elizabeth Armitstead bij de start

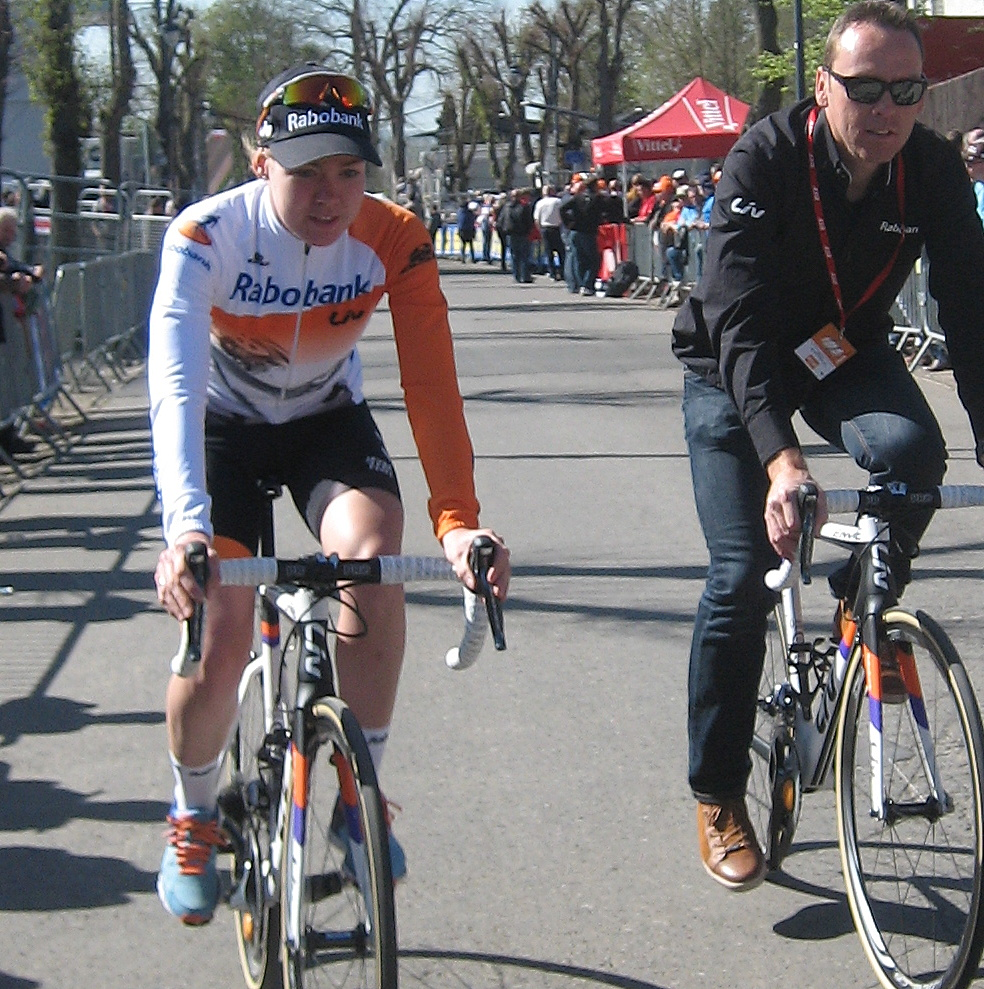
winnares Anna van der Breggen na de aankomst met ploegleider Koos Moerenhout

De 19e editie van de vrouweneditie van de wielerwedstrijd Waalse Pijl werd gehouden op 20 april 2016. De rennsters reden 137 kilometer van Hoei naar de Muur van Hoei. De wedstrijd maakte deel uit van de UCI Women's World Tour 2016. In 2015 won de Nederlandse Anna van der Breggen. Deze editie werd wederom door haar gewonnen. Na vier overwinningen voor Boels Dolmans, was dit de eerste World Tour-zege voor Rabo-Liv. De Britse Lizzie Armitstead bleef leider in de World Tour. Dit was de eerste World Tour-wedstrijd waaraan Marianne Vos deelnam na een jaar afwezigheid op het hoogste niveau; Vos werd 9e.

### Deelnemende ploegen
| UCI Women's World Tour | UCI Women's World Tour          | UCI Women's World Tour      | Nationaal |
| ---------------------- | ------------------------------- | --------------------------- | --------- |
| Rabo-Liv               | Servetto Footon                 | BePink                      | Australië |
| Orica-AIS              | Cylance                         | Lares-Waowdeals             | Frankrijk |
| Boels-Dolmans          | Hitec Products                  | Lensworld.eu - Zannata      |           |
| Cervélo-Bigla          | Alé Cipollini                   | Inpa-Bianchi                |           |
| Canyon-SRAM            | Poitou-Charentes.Futuroscope.86 | Bizkaia-Durango             |           |
| Wiggle Honda           | BTC City Ljubljana              | Topsport Vlaanderen-Pro-Duo |           |
| Parkhotel Valkenburg   | Lotto Soudal Ladies             | Lointek                     |           |
| Liv-Plantur            | Astana Women's Team             |                             |           |

### Uitslag
| Plaats  | Naam                 | Ploeg                | Tijd     |
| ------- | -------------------- | -------------------- | -------- |
| Winnaar | Anna van der Breggen | Rabo-Liv             | 3u50'36" |
| 2       | Evelyn Stevens       | Boels-Dolmans        | + 08"    |
| 3       | Megan Guarnier       | Boels-Dolmans        | + 22"    |
| 4       | Katarzyna Niewiadoma | Rabo-Liv             | + 23"    |
| 5       | Elisa Longo Borghini | Wiggle High5         | + 25"    |
| 6       | Alena Amialiusik     | Canyon-SRAM          | + 38"    |
| 7       | Emma Johansson       | Wiggle High5         | + 43"    |
| 8       | Katrin Garfoot       | Orica-AIS            | + 45"    |
| 9       | Marianne Vos         | Rabo-Liv             | + 48"    |
| 10      | Jolanda Neff         | Servetto Footon      | z.t.     |
| 11      | Claudia Lichtenberg  | Lotto Soudal Ladies  | + 53"    |
| 12      | Carmen Small         | Cervélo-Bigla        | z.t.     |
| 13      | Małgorzata Jasińska  | Alé Cipollini        | + 55"    |
| 14      | Annemiek van Vleuten | Orica-AIS            | + 58"    |
| 15      | Rachel Neylan        | Orica-AIS            | z.t.     |
| 16      | Ane Santesteban      | Alé Cipollini        | + 1'00"  |
| 17      | Karol-Ann Canuel     | Boels-Dolmans        | z.t.     |
| 18      | Janneke Ensing       | Parkhotel Valkenburg | z.t.     |
| 19      | Elena Cecchini       | Canyon-SRAM          | + 1'03"  |
| 20      | Anna Plichta         | BTC City Ljubljana   | + 1'09"  |
|         |                      |                      |          |
| 41      | Jessie Daams         | Lotto Soudal Ladies  | + 4'01"  |